# Segregação racial

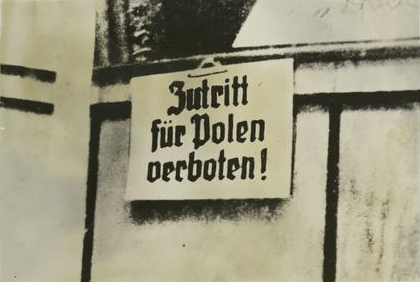
Aviso alemão na ocupação da Polônia em 1939 – "Proibida a entrada de poloneses!"

Segregação racial é o impedimento, com base na origem étnica (ou “raça”), do usufruto dos direitos disponíveis para todos os membros de determinada sociedade.
Esta forma de discriminação social pode ser institucionalizada pelo Estado ou pode ser fruto das atitudes de uma parte da população. Em qualquer caso, é uma forma radical de racismo.
A discriminação social institucionalizada pelo Estado aconteceu na África do Sul, com o apartheid; nos Estados Unidos, com as Leis Jim Crow ou as Leis antimiscigenação; na Austrália, através da proibição dos aborígenes de viverem em terras reservadas aos brancos e, mais tarde, através da retirada forçada de crianças mestiças para chamados "centros educacionais" e depois obrigadas a casarem com brancos.

## Formas de segregação racial
A segregação racial pode se manifestar quando as pessoas de determinada “raça”, ou de “raças” diferentes do grupo dominante, são impedidas ou desencorajadas de frequentar locais públicos, como restaurantes, cinemas, transportes ou mesmo de residir em determinados bairros. Ou pode assumir formas que atentam contra as leis do país, quando pessoas de determinadas “raças” não têm direito ao mesmo tratamento legal, como ainda acontece em certos locais dos Estados Unidos. Até a década de 1960, os afro-americanos não tinham direito a voto, eram segregados socialmente e compunham a parcela mais pobre da população norte-americana.